# Emesis heteroclita
Emesis heteroclita är en fjärilsart som beskrevs av Hans Ferdinand Emil Julius Stichel 1929. Emesis heteroclita ingår i släktet Emesis och familjen Riodinidae. Inga underarter finns listade i Catalogue of Life.